# 圣然戈尔夫 (瓦莱州)
圣然戈尔夫（法語：Saint-Gingolph，法語發音：[sɛ̃ ʒɛ̃ɡɔlf]）是瑞士瓦萊州的一个市镇，是圣然戈尔夫的瑞士部分，隔莫尔日河与法国同名市镇相望，面積14.38平方公里，海拔高度386米，2011年人口932，六成人口信奉羅馬天主教，人口密度每平方公里65人。

## 外部連結
- Official website（页面存档备份，存于） （法文）
- Swissinfo map